# Jermaine Hodge
Jermaine Hodge (ur. 7 lipca 1981) – amerykański zapaśnik w stylu klasycznym. Srebrny medal mistrzostw panamerykańskich w 2012 i brązowy na wojskowych mistrzostwach świata w 2008 roku. Zawodnik Orange High School w Karolinie Północnej.